# 源久曾
源 久曾（みなもと の くそ、生没年不詳）は、平安時代前期の女流歌人。名は屎とも表記される。姓は源朝臣であるが詳しい系譜は不明。
詳しい経歴は不明だが、『古今和歌集』に誹諧歌が1首入る。
- 古今和歌集（歌番号1054）
  - よそながら 我が身に糸の よると言へば ただいつはりに すぐばかりなり